# Lillåviken
Lillåviken är en sjö i Orsa kommun i Dalarna och ingår i Dalälvens huvudavrinningsområde. Sjön har en area på 0,196 kvadratkilometer och ligger 162,2 meter över havet.

## Delavrinningsområde
Lillåviken ingår i det delavrinningsområde (677538-143271) som SMHI kallar för Utloppet av Orsasjön. Medelhöjden är 189 meter över havet och ytan är 117,54 kvadratkilometer. Räknas de 313 avrinningsområdena uppströms in blir den ackumulerade arean 3 304,89 kvadratkilometer. Orsälven (Oreälven) som avvattnar avrinningsområdet har biflödesordning 2, vilket innebär att vattnet flödar genom totalt 2 vattendrag innan det når havet efter 315 kilometer. Avrinningsområdet består mestadels av skog (26 procent). Avrinningsområdet har 52,07 kvadratkilometer vattenytor vilket ger det en sjöprocent på 44,3 procent. Bebyggelsen i området täcker en yta av 9,88 kvadratkilometer eller 8 procent av avrinningsområdet.